# Cambio léxico-semántico
Se llama cambio léxico-semántico al cambio lingüístico experimentado en la evolución histórica del componente léxico-semántico de un idioma.
De los componentes del lenguaje, el léxico-semántico es el más propenso al cambio porque refleja de forma muy clara las modificaciones y transformaciones (técnicas, psicológicas, sociológicas, epistemológicas...) propias de la Evolución cultural de las culturas humanas, con independencia de que el léxico básico permanezca inalterado.
Hay varios factores que cooperan para que se produzca este fenómeno:
- El proceso de transmisión del lenguaje.
- La falta de fijeza y vaguedad del significado.
- La facilidad de las palabras para desviarse o desvincularse de su significado originario.
- El fenómeno de la polisemia.
- La ambigüedad semántica de muchas palabras no resuelta ni siquiera por el contexto.

## Clasificación de los cambios léxico-semánticos
Dado un concepto o noción fija, se denomina cambio léxico al cambio de la palabra habitualmente usada para designar ese concepto o noción por otra; por ejemplo la 'cabeza' o parte del cuerpo sobre los hombros en muchas lenguas romances pasó a ser denominada mediante derivados de testa ('maceta') en referencia a la metáfora usada para designar al cráneo. En cambio, dada una palabra, se llama  cambio semántico a la modificación del significado de una palabra, mediante ampliación de los usos a otros conceptos similares (generalización y metáfora, por ejemplo en latín caballus se refería al tipo de caballos fuertes usados en el ámbito rural y se usó más adelante para 'caballo en general') o reducción de los usos (restricción: en inglés deer se refería originalmente a un 'animal salvaje' y deriva de la misma raíz indoeuropea que el cognado latino fēra 'fiera', pero posteriormente pasó a designar solo 'ciervo, venado'). Con frecuencia un cambio léxico supone simultáneamente un cambio semántico en las otras palabras de significado que interfieren con la primera. 
Una clasificación tentativa de los cambios semánticos los divide en cambios:
a) lógico-cuantitativos: 
- por ampliación de sentidos, es decir, cuando se une un nuevo sentido a un significante; por ejemplo, el adjetivo bárbaro, que se aplicó a quien chapurreaba un idioma, amplió su sentido al de extranjero y, más tarde, al de salvaje, cruel, no refinado, etc.
- por restricción de los significados, esto es, cuando un significado abandona un significante, ya sea por mejoramiento, ya por empeoramiento del sentido.

b) cualitativos:
- desarrollos peyorativos: villano > ruin; rústico > basto.
- desarrollos meliorativos: fortuna; gener = torturar > "irritar o molestar"; cadentia > caída, "tropezar".

## Causas de los cambios semánticos
Muchas son las causas que pueden originar los cambios léxico-semánticos. Lo que parece cierto es que estos cambios no tienen lugar en las palabras aisladas sino en las palabras o unidades léxicas como miembros de campos semánticos. La desviación individual es probablemente una de las causas más probables del cambio. Esta desviación está causada a veces por errores repetidos, por ejemplo, el constante uso del verbo prometer por asegurar, o el de detentar por ostentar, o por necesidades expresivas, de ironía, de juego de palabras, de énfasis, de prestigio social, etc., muchas veces basada en la analogía.
- Causas lingüísticas: las palabras que integran el contexto facilitan el cambio: lat. re(m) = 'cosas' > fr. rien = 'nada'; lat. passu(m) = 'paso' > fr. pas = 'no'; lat. iam + magis > jamais > 'jamás' (de non iam magis).
- Causas históricas: son estas la evolución social, las transformaciones de la civilización, la evolución de la vida y la aparición de realidades nuevas que hacen que las palabras cambien: pluma, república, retrete...
- Causas sociales: se concretan fundamentalmente en la presencia de determinadas innovaciones introducidas por grupos sociales o políticos. Estas innovaciones provocan cambios en la semántica de las palabras: plural - pluralismo; tema - asunto; cortocircuito.
- Causas psicológicas: el significado de ciertas palabras es alterado por el hombre debido a razones emotivas o mentales. En tal sentido, es muy frecuente que acudamos a metáforas y a analogías para denominar ciertas cosas y ser más expresivos:

- el tabú: esta palabra fue introducida en el inglés por Cook de la Polinesia. Significa lo sagrado, lo prohibido, lo que está rodeado de un temor santo, lo que es peligroso o misterioso. Se parte del hecho de que hay numerosas realidades tabúes y que las palabras que las designan no se pronuncian, el hombre trata de evitarlas ya que son palabras prohibidas. De aquí se deriva el elemento sustitutor de esta palabra: el eufemismo (bien dicho), que implica un recubrimiento, un velo, una dulcificación o una referencia indirecta al tabú. Hay diferentes tabúes que varían de unas culturas a otras. El más universal es el religioso.

## Clasificación psicológica de los cambios semánticos
En el cambio de significados de las palabras desempeñan un papel varios factores, unos de naturaleza extralingüística, otros derivados del doble plano del signo lingüístico (significado/significante), y otros que tienen que ver con la psicología de los hablantes y de su actitud frente al lenguaje. Si tenemos en cuenta este último punto, se puede elaborar una clasificación psicológica de los cambios semánticos basada en las asociaciones o relaciones que los hablantes establecen entre los significantes o los significados de las palabras.
Estas asociaciones pueden ser:
- de contigüidad o proximidad:

- elipsis: proximidad de significantes: le lanzó un (tiro) directo; vamos al (cine) Capitol; marchamos en el (tren) Talgo;
- metonimia: proximidad de significados: póngame un Rioja; nos sirvieron tres tazas.
- de semejanza:

- metáfora: semejanza de significados: pata de mesa, cresta de una ola, cuello de botella;
- etimología popular o error auditivo: ciertas semejanzas entre los significantes de algunas palabras: necromancia - nigromancia; vagabundo - vagamundo.